# Hum
Hum je vzpetina na ravnem dnu kraškega polja, ki je ostala kot del nekdanjega višjega površja preden je nastalo kraško polje. Hum nastane zaradi večje odpornosti kamnine proti raztapljanju. Dno kraškega polja je korozija znižala, slabše topni del kamnine pa je ostal kot vzpetina. Edini hum v Sloveniji je grič Kopanj na Radenskem polju.
Humu podobna kraška oblika so fenglini na kitajskem krasu.